# Кожелакский сельсовет
Кожелакский сельсовет — муниципальное образование в Партизанском районе Красноярского края.
Административный центр — село Кожелак.

## Население
| 2010 | 2012 | 2013 | 2014 | 2015 | 2016 | 2017 |
| ---- | ---- | ---- | ---- | ---- | ---- | ---- |
| 233  | ↘231 | ↘225 | ↘204 | ↗210 | ↗214 | ↗215 |

## Состав сельского поселения
В состав сельского поселения входят 2 населённых пункта:
| № | Населённый пункт | Тип населённого пункта          | Население |
| - | ---------------- | ------------------------------- | --------- |
| 1 | Асафьевка        | деревня                         | 33        |
| 2 | Кожелак          | деревня, административный центр | 200       |

## Экономика
В поселении расположены:
- туристическая база
- мебельный цех
- пилорама.

Планируется постройка от Норильского комбината «Норильск-Никель» дома отдыха санаторного типа.

## Культура
В поселении функционируют клуб и библиотека, проводятся встречи ветеранов ВОВ и Труда.
В поселении действует общеобразовательная восьмиклассная школа.

## Религия
В 1917 году планировалась постройка храма в честь святого Архангела Михаила, воеводы Небесных сил. В связи с Октябрьской революцией, строительство храма так и не было начато. Существует проект будущего деревянного храма с одним приделом.

## Транспорт
Два раза в неделю автобусное сообщение Партизанское-Кожелак-Партизанское (через д. Покровка, д. Асафьевка). Расстояние от села Партизанское — 28 км. Дорога гравийная, отсыпная.

## История
С географических карт исчезли две деревни Кожелакского сельсовета: деревня Камасинка и деревня Выселки